# Страст за пустоловином
Страст за пустоловином је југославенски црно-бијели нијеми играни филм снимљен 1922. у продукцији Југославија филма. Режисер је Александар Верешчагин. Данас се сматра изгубљеним.
Компанија Југославија филм је 1922. отворила Школу за кинематографску глуму. У оквиру школскога програма снимљен је филм Страст за пустоловинама који је режирао наставник глуме, руски емигрант, позоришни глумац и редитељ Александар Александрович Верешчагин. који је од 1920. живео у Загребу и радио у Југославији. Није познато ко је написао сценарио (можда Верешчагин), филм је снимио Јосип Халла, главну мушку улогу је тумачио сам Верешчагин, а главну женску улогу такође руска емигранткиња, глумица Александра Љескова. У осталим улогама, већим и мањим епизодама појавили су се ученици Школе за кинематографску глуму, међу којима су били осамнаестогодишња Божена Краљева. Расподјелу улога није могуће утврдити.
О самом филму немамо пуно података. Из једног приказа филма у штампи видимо да је филм пун врло успјелих слика и призора из загребачког живота.